# Edifici Crown Hall
El Crown Hall és un edifici dissenyat per Mies van der Rohe i és considerat una de les joies arquitectòniques del segle xx. Símbol de la puresa del disseny modern, l'edifici es construeix el 1956. La seva importància radica no tan sols en el seu impacte estètic i funcional, sinó també en el seu significat històric pel fet ser una de les icones del moviment modern.

## Història

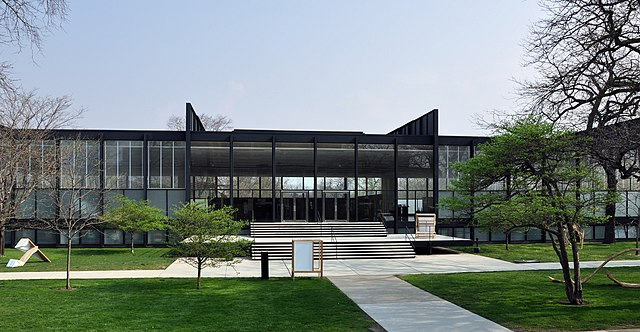
Crown Hall, Chicago USA

El Crown Hall, una de les creacions emblemàtiques de Mies van der Rohe per a l'Institut Tecnològic d'Illinois (IIT) a Chicago, no sols és un edifici singular, sinó que també representa una fita en la història de l'arquitectura moderna. Com a part d'un ambiciós projecte que va abastar aproximadament 50 hectàrees, el Crown Hall s'erigeix com la peça central d'un campus que alberga la major concentració d'obres del canviat de nom arquitecte a tot el món.
Construït en 1954, el Crown Hall incorpora una innovadora tecnologia que fusiona acer i vidre, destacant-se com un exemple notable de la visió de Messes per a l'arquitectura moderna. Aquest edifici, destinat a albergar la Facultat d'Arquitectura del IIT, encarna tant l'estètica minimalista com la funcionalitat pragmàtica que caracteritzen l'estil de Messes.
No obstant això, la realització del Crown Hall no va estar exempta de desafiaments. Messes originalment va concebre un pla per al campus que incloïa dos edificis principals, però va haver d'ajustar-se a les restriccions econòmiques de l'època. A més, durant la fase de construcció, va enfrontar obstacles que van des de la resistència inicial del Consell Universitari fins a les objeccions dels inspectors de construcció de la ciutat.
Malgrat aquestes adversitats, el Crown Hall finalment es va completar en 1956, convertint-se en un símbol de la visió i determinació de Messes. El seu disseny, que emfatitza la transparència i la simplicitat estructural, reflecteix les obsessions de l'arquitecte per la puresa formal i l'expressió honesta dels materials.
A l'agost de 2005, el Crown Hall va experimentar una renovació significativa que no sols va restaurar la seva imatge original de 1956, sinó que també va millorar la seva accessibilitat, rendiment energètic i funcionalitat general. Aquesta restauració, que va respectar la integritat del disseny de Messes, va reafirmar la importància duradora del Crown Hall com una fita arquitectònica i un llegat perdurable del geni creatiu de Mies van der Rohe

### La reforma
L'abast de la restauració comprèn dues etapes: la primera consisteix a restaurar el paisatge i la façana, mentre que la segona fase implica la implementació de mesures per a millorar el sistema mecànic i augmentar l'eficiència de l'edifici. Els encarregats de la reforma, Ron Krueck i Mark Sexton, tots dos diplomats del IIT, tenien una sèrie de qualitats excepcionals que els fan idonis per a aquesta tasca. Com destacats professionals en l'àmbit de l'arquitectura moderna, van seguit moltes de les línies estètiques investigades per Messes i les van incorporar en el Crown Hall, centrant-se en les possibilitats que ofereix l'arquitectura de vidre.
En la primera fase, es van dur a terme la restauració del paisatge original, millores en l'accessibilitat i millores significatives a les aules, banys i sistemes de ventilació, així com una revisió, replantejament i repintat de la façana. Tots els components del mur cortina van ser sotmesos a un procés de neteja amb doll de sorra fins a aconseguir el metall base, amb la finalitat d'eliminar la corrosió acumulada durant els últims 50 anys. Tot el vidre va ser reemplaçat per a complir amb els estàndards de construcció actuals, mantenint la intenció original de Mies van der Rohe. Es va utilitzar vidre de seguretat amb baix contingut de ferro, que ofereix un rendiment òptim. Es va realitzar un model a escala de vidre per a comparar el vidre contemporani amb el de l'edifici existent, garantint així la selecció del material més adequat.
En la segona fase, es restaurarà el sistema de ventilació natural original de l'edifici. A més, s'instal·larà un sistema de calefacció i refrigeració per sòl radiant, i s'implementarà un nou sistema de gestió de l'edifici que inclourà control de climatització, monitoratge de CO₂, il·luminació ajustable, persianes automàtiques i sensors de llum natural. Això resultarà en un 40% menys de consum d'energia.
Atès que l'edifici és un important punt de referència a la ciutat de Chicago i està registrat en el Registre Nacional de Llocs Històrics, cada aspecte del projecte es va sotmetre a un rigorós procés de revisió per part de l'equip, el client i autoritats pertinents.
Una part fonamental del projecte de restauració és el seu enfocament ecològic. La restauració del sistema de ventilació natural, la instal·lació d'un sistema de calefacció i refrigeració eficient i la implementació d'un sistema de gestió de l'edifici contribuiran significativament a reduir el consum d'energia del Crown Hall.

## L'edifici

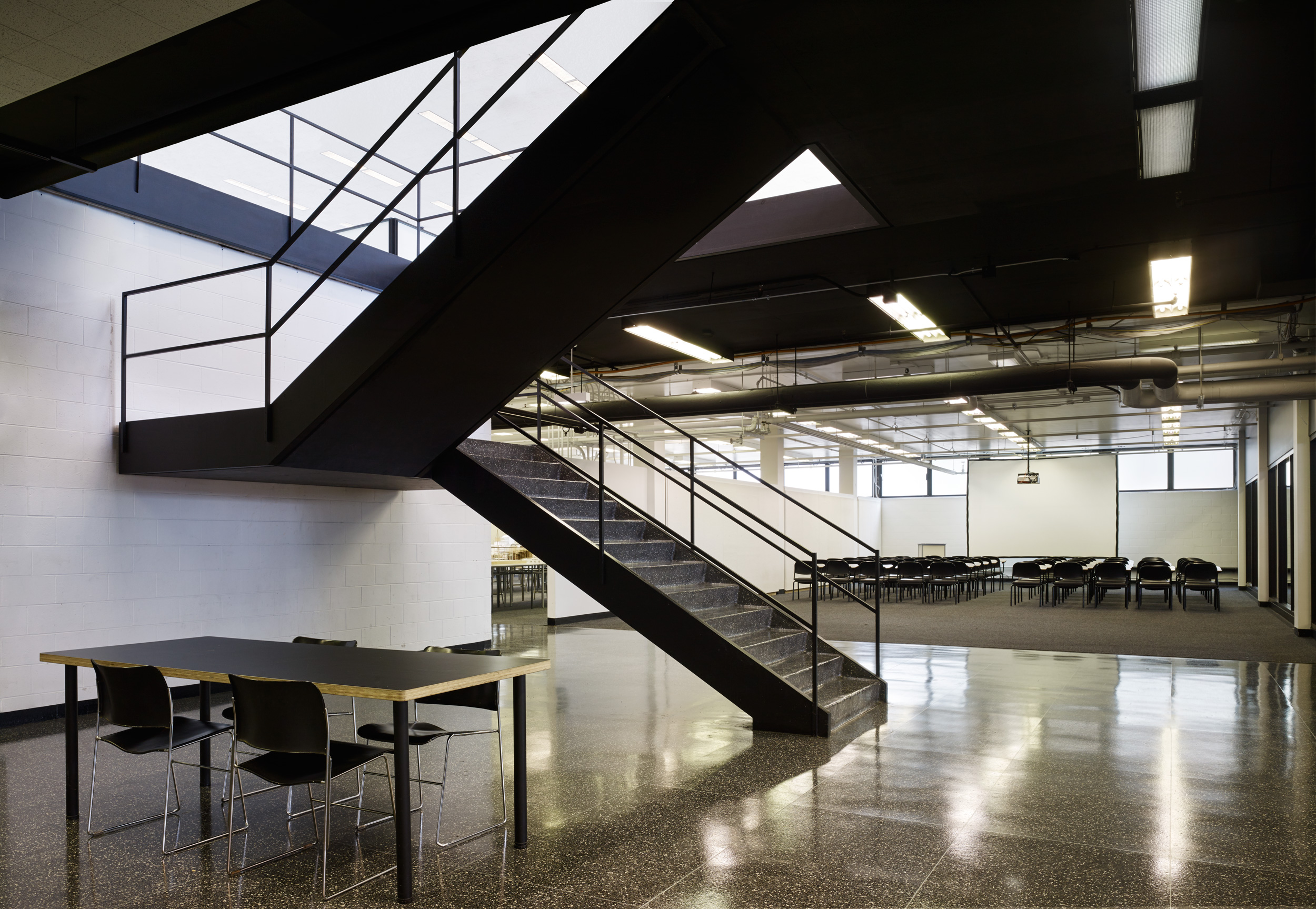
Vista de l'espai interior

### L'espai
L'edifici es fragmenta en dos nivells: el nivell superior, dissenyat com un ampli espai; i un nivell parcialment subterrani on es troben les oficines, aules i serveis. El nivell superior, que abasta el 50% de l'àrea de l'edifici, constitueix un espai de cristall únic destinat a l'estudi de l'arquitectura. Messes ho va denominar com un "espai versàtil" concebut per a ser completament adaptable en la seva funció. Les escasses divisions presents són mòbils, fabricades amb panells lleugers que permeten la seva reubicació per a ajustar l'espai segons sigui necessari.

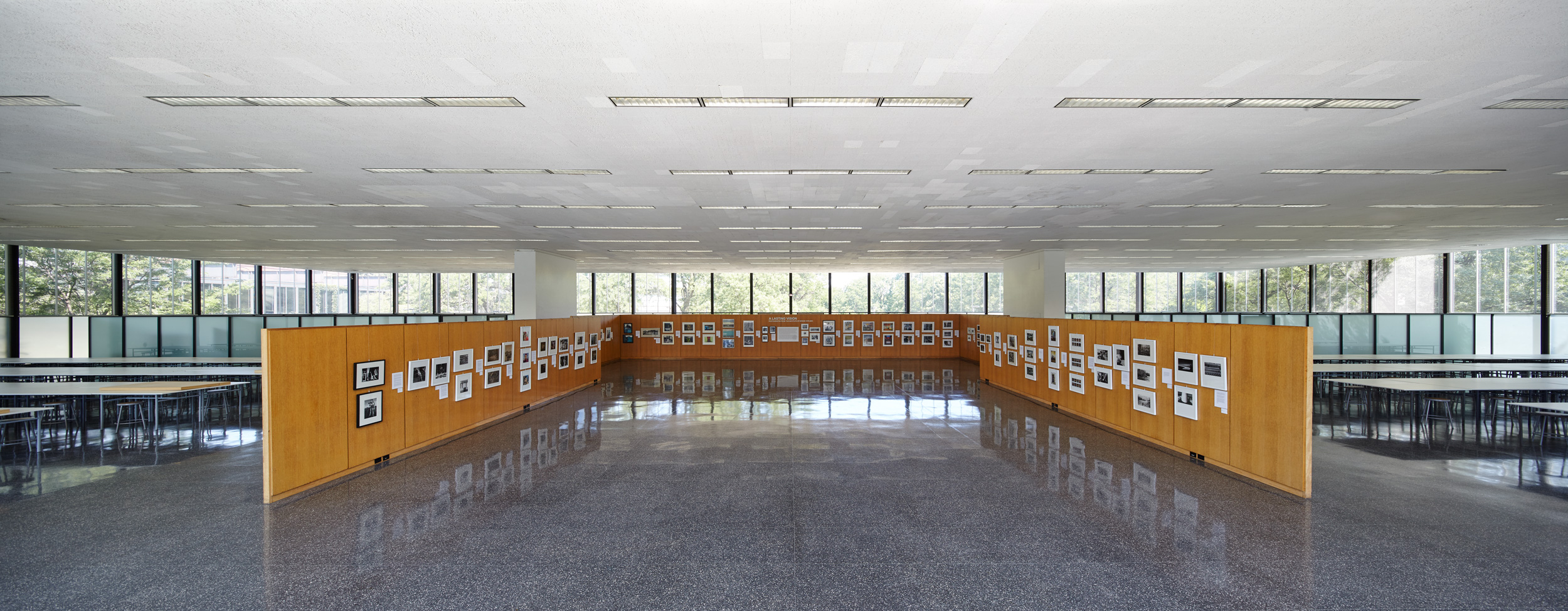
Zona de la Galeria

La vegetació crea un entorn serè per a la labor, contribueix a regular la llum solar en les façanes de vidre i millora significativament les vistes per als usuaris dins de l'edifici. L'edifici en si mateix està concebut per a beneficiar als usuaris i no merament com un element estètic, com podria suposar-se en molts casos si no s'ha examinat detingudament l'obra.

### L'estructura
La coberta, amb dimensions de 36 x 67 metres, se sosté mitjançant una sèrie de columnes exteriors d'acer estratègicament situades de manera tangencial al tancament, les quals es connecten entre si mitjançant jàsseres de cant d'acer que són visibles sobre la superfície de la coberta. Aquesta tècnica desenvolupada per Mies van der Rohe va possibilitar la cobertura d'àmplies llums sense la necessitat de recórrer a suports intermedis, al mateix temps que es va mantenir un gruix estàndard en el forjat. D'altra banda, la planta semienterrada descansa sobre una trama de columnes amb dimensions de 6 per 9 metres, la qual cosa proporciona una sòlida base estructural per a aquest nivell de l'edifici.

### Materials

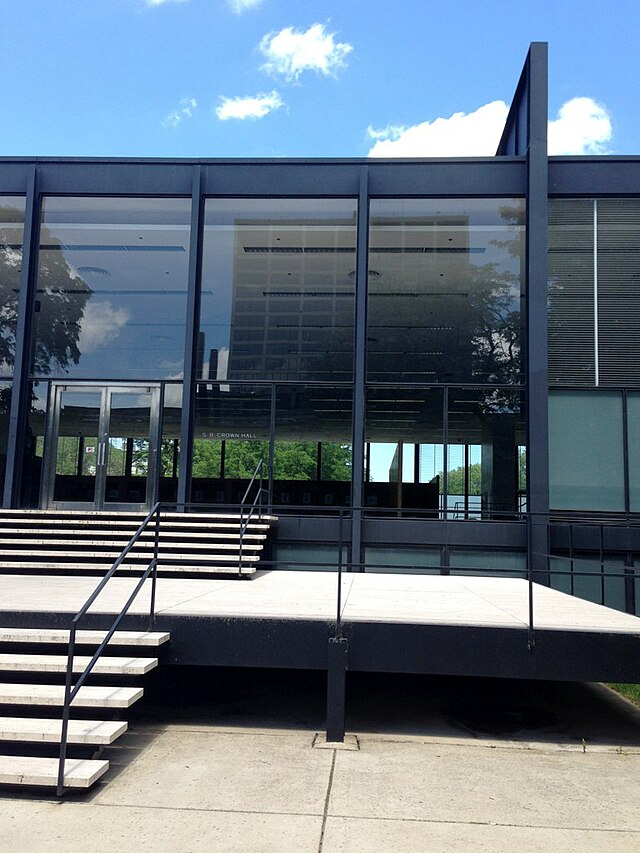
Detall de l'entrada principal

Els materials principals són acer, formigó armat i vidre. En la restauració de 2005, la pintura original de l'estructura d'acer va ser reemplaçada per un recobriment negre sense plom. L'envidrament va ser substituït íntegrament per panells que compleixen amb els requisits de càrrega de vent. El revestiment de travertí a la terrassa sud va ser substituït. Els panells interiors de fusta i els armaris van ser reemplaçats. Es van afegir aparells elèctrics i cablejats a la planta principal.